# Bydgoskie Fabryki Mebli
Bydgoskie Fabryki Mebli S.A. – fabryka w Bydgoszczy, założona w 1884 roku, producent mebli.

## Charakterystyka
Bydgoskie Fabryki Mebli są producentem mebli stylowych: skrzyniowych i tapicerowanych. Są jedną z najstarszych i największych firm meblarskich w Polsce, właścicielem marki „Bydgoskie Meble”, która należy do międzynarodowej Grupy IMS, lidera w branży meblarskiej na rynkach europejskich. Produkty BFM S.A. zapewniają kompleksowe rozwiązania meblarskie do salonu, jadalni, gabinetu, przedpokoju, sypialni, pokoju młodzieżowego i dziecięcego.
Przedsiębiorstwo prowadzi sprzedaż produktów na terenie całego kraju i za granicą z pomocą salonów firmowych i sieci dystrybutorów.

## Historia

### Początki przemysłu drzewnego i meblowego w Bydgoszczy
Bazą dla rozwoju przemysłu drzewnego i meblarskiego w Bydgoszczy był wzrastający od połowy XIX wieku spław drewna Kanałem Bydgoskim do Niemiec. W 1895 osiem tartaków bydgoskich przetarło 130 tys. szt. okrąglaków, które w 80% pochodziły z Królestwa Kongresowego. W latach 1890–1907 na brzegach dolnej Brdy, aż do jej ujścia działało od 10 do 25 czynnych tartaków, z czego 12 było dużymi zakładami należącymi do berlińskich handlarzy drewnem. Punkt szczytowy rozwoju przemysłu drzewnego w Bydgoszczy nastąpił w 1906, kiedy przez Bydgoszcz przechodziła jedna trzecia całego dowozu drewna do Cesarstwa Niemieckiego, a zatrudnienie w tartakach i stolarniach wynosiło 2,1 tys. osób. Beneficjentem masowego handlu i przeróbki drewna w Bydgoszczy był także przemysł meblarski. W latach 70. XIX w. znacznie rozwinęła się fabryka mebli Hegego (zał. 1817), w kolejnych latach powstały inne mniejsze zakłady, m.in. fabryka Otto Krugera. W 1923 w Bydgoszczy działało 13 tartaków i 15 fabryk mebli.

### Okres pruski
Początki Bydgoskich Fabryk Mebli wiążą się z założeniem 1 maja 1884 r. przedsiębiorstwa meblowego przez Ottona Pfefferkorna. W pierwszych latach działalności firma zajmowała się produkcją mebli tapicerowanych (na podłożu ze szczeciny i włosia końskiego), mebli do sypialni, jadalni, a jednocześnie służyła pomocą w dekorowaniu wnętrz klientów. Oferowała również naprawę mebli uszkodzonych. Początkowo zakład mieścił się w Bydgoszczy przy Starym Rynku 27, a od 1886 na ul. Dworcowej. W 1887 właściciel zakładu nabył dom przy ul. Dworcowej 19, a w 1909 nieruchomość przy ul. Dworcowej 12, stanowiącą jedną całość z usytuowaną na jej zapleczu parcelą przy ul. Podolskiej 5, gdzie powstały zabudowania magazynowe i produkcyjne. W 1910 fabrykant wybudował okazałą kamienicę zaprojektowaną przez Fritza Weidnera, w której zamieszkał, a na parterze urządził salon meblowy. Do 1907 w jego ręku znalazły się ponadto nieruchomości przy ul. Gdańskiej, a także składy fabryczne w Warszawie i Katowicach. Pfefferkorn był tapicerem i dekoratorem wnętrz, a do wybuchu I wojny światowej sam zarządzał firmą, łącząc produkcję z działalnością handlową i usługową.

### Okres międzywojenny
Po przejściu Bydgoszczy do Polski w 1920 Otton Pfefferkorn wraz z żoną i najmłodszym synem Paulem wyjechał do Niemiec, a w Polsce pozostali jego synowie (Otto i Karl), którzy wspólnie zarządzali przedsiębiorstwem. W odrodzonej Rzeczypospolitej była to jedna z największych fabryk mebli w Bydgoszczy, należąca jednak w całości do kapitału niemieckiego. Produkowano luksusowe meble tapicerowane o wysokim standardzie jakościowym. W latach 1930–1931 dobudowano skrzydło budynku przy ul. Podolskiej, gdzie rozpoczęto produkcję mebli okleinowanych. Na parterze kamienicy przy ul. Dworcowej 12 zorganizowano salon wystawowy, a na piętrach salony meblowe, podzielone na boksy z pełnym wyposażeniem (tj. z dywanami, obrazami, kryształami i porcelaną oraz firanami i zasłonkami). Do początku lat 30. w firmie pracowało około 50 osób.
Czasy wielkiego kryzysu zakład przetrwał w dobrej kondycji dzięki uruchomieniu produkcji poszukiwanych w kraju skrzynek radiowych, początkowo dla filii Philipsa w Warszawie, a później na eksport do Anglii, Holandii, Szwecji i Niemiec. Obroty firmy wzrosły o 40%, a zatrudnienie – do około 700 osób. Fabryka poszerzyła bazę produkcyjną, dzierżawiąc od 1936 dawną fabrykę szczotek i pędzli „Piabama” przy ul. Pestalozziego 4 i kupując w 1939 fabrykę skrzynek do cygar Mitschka i Spółka przy ul. Toruńskiej 89. Zakład miał własne maszyny parowe, prądnicę, ujęcie wody i hydrofor. Zaopatrywał się w drewno głównie w lasach okolic Wejherowa i Złotowa, skóry sprowadzał z Niemiec, a forniry egzotyczne z Francji i Niemiec.
W dwudziestoleciu międzywojennym firma Otto Pfefferkorna korzystała z pomocy czołowych architektów tego okresu, między innymi: Piotra Lubińskiego, Niny Jankowskiej, czy Ludwika Paradisala i Henryka Pfefferkorna zatrudnionych w Studium Wnętrz i Sprzętu Politechniki Warszawskiej. Asortyment stale zwiększano i ulepszano, podporządkowując go zmieniającym się gustom. W 1931 do oferowanych zestawów mebli luksusowych zaliczano między innymi: gabinety: „Chorzów”, „Łowicz”, „Wawel”, pokoje stołowe: „Richmond”, „Venetia”, „London”, „Warta”, pokoje sypialniane: „Barock”, „Gdańsk”, „Kraków”, „Syrena”, zabudowę holu w stylu „Oueen Ann” itp.
W okresie międzywojennym Fabryka Mebli Artystycznych Otto Pfefferkorna z Bydgoszczy był najbardziej liczącym się zakładem w branży mebli stylowych w Polsce obok przedsiębiorstw: Zygmunta Szczerbińskiego z Warszawy (zał. 1900), Fabryki Mebli Artystycznych Sroczyńskiego z Poznania (zał. 1906) oraz Fabryki Mebli Stylowych Adolfa Rozenthala w Łodzi. W latach 30. XX wieku możliwości produkcyjne zakładu oceniano na 200 kompletnie umeblowanych pokojów miesięcznie.

### Okres okupacji niemieckiej
Po śmierci Ottona Pfefferkorna w Berlinie (10 stycznia 1941), firma przeszła na własność jego trzech synów: Ottona, Karla i Paula. W skład zakładu wchodziły m.in.: grunty i budynki przy ul. Toruńskiej 89, Podolskiej 5 oraz Pomorskiej 6a. W okresie okupacji niemieckiej fabryka wykonywała prace dla wojska oraz urządzenia dla szpitali. W tym czasie wytwarzano przede wszystkim meble do koszar, szafy do garderoby, skrzynie amunicyjne, koła sterownicze dla marynarki wojennej i części do samolotów Luftwaffe. Nadal produkowano meble artystyczne, których odbiorcami byli m.in. dostojnicy III Rzeszy na terenie okupowanej Polski. W latach 1940–1944 w fabryce pracowało około 500 osób.
W nowym zakładzie przy ul. Toruńskiej uruchomiono stolarnię, produkcję skrzynek do cygar oraz deszczułek wysyłanych na potrzeby Fabryki Akumulatorów w Kolonii. Przy ul. Podolskiej 5 funkcjonowało biuro kreślarskie, gdzie powstały niektóre rysunki konstrukcyjne mebli. W 1944 z fabryki systematycznie wysyłano część wyprodukowanych mebli do willi Pfefferkornów w pobliżu Berchtesgaden. W styczniu 1945 właściciele fabryki uciekli do Niemiec, pozostawiając całe mienie.

### Okres PRL
W styczniu 1945 roku majątek fabryki przejęły władze radzieckie, uzasadniając to tym, że jest to mienie poniemieckie. 29 kwietnia 1945 zakład zakwalifikowano do grupy fabryk, z których wszystkie maszyny miały być wywiezione do ZSRR. Wywózek udało się uniknąć po interwencji polskich władz u przedstawiciel Misji Ekonomicznej ZSRR w Warszawie w maju 1945. Kierownictwo zakładu przy ul. Toruńskiej 89 powierzono Janowi Stablewskiemu, przy ul. Pestalozziego 4 – Pawłowi Janeczce, przy ul. Podolskiej 5 – Edmundowi Woźniakowi. Od lutego do kwietnia 1945 do pracy zgłosiło się 120 osób. Początkowo produkowano łóżka i szafy koszarowe na potrzeby wojska.
W 1946 zakład upaństwowiono i przekształcono w Państwową Fabrykę Mebli Artystycznych w Bydgoszczy. W kolejnych latach zakłady powiększały się, przejmując stopniowo niewielkie, prywatne zakłady meblowe, nie tylko w Bydgoszczy, ale i w okolicy, m.in. Fabrykę Mebli Herberta Matthesa przy ul. Garbary, Zakład Stolarski Bronisława Siudowskiego, Zakład Stolarski Bronisława Bronikowskiego, Zakład Wyrobów Toczonych, Fabrykę Mebli Jakuba Hechlińskiego, Zakład Produkcji Wyrobów z Metalu itd. 21 stycznia 1949 Państwową Fabrykę Mebli Artystycznych przekształcono w Bydgoskie Fabryki Mebli i podporządkowano Zjednoczeniu Przemysłu Meblarskiego z siedzibą w Poznaniu. Na początku 1948 zatrudnienie wynosiło 530 osób, a w 1954 roku – 852 osób, w tym 288 kobiet. W 1976 pod zarządem Bydgoskich Fabryk Mebli w następstwie likwidacji Państwowego Przemysłu Terenowego znalazło się łącznie 16 zakładów produkujących meble, a od 1987 – 10 zakładów.
Od lat 60. w produkcji stosowano dwie technologie, różniące się w przypadku mebli kierowanych na rynek krajowy oraz zagraniczny. Na rynek krajowy trafiały meble, do produkcji których używano mniej odpornych na ścieranie i urazy mechaniczne lakierów, wykorzystywano gorszej jakości okleiny, a często występowały różnice w kolorystyce widocznych elementów zewnętrznych oraz rysy i wgnioty, powstałe wskutek złego transportu mebli.
W asortymencie fabryki wzory własne stanowiły 50% produkcji, a drugą połowę – wzorce zagraniczne. Stałą współpracę przedsiębiorstwo utrzymywało ze szwedzką firmą IKEA, która dostarczała do Bydgoszczy dokumentację techniczną na swoje wzory wraz z określeniem szczegółowych wymagań konstrukcyjnych. Meble te sprzedawano następnie pod szyldem IKEA w całej Europie. Podobny kontrakt zawarto z firmą meblową KLOSE z RFN. Zaletą mebli wytwarzanych w BFM było to, że wykonywano je zgodnie z tradycją rękodzieła, a ta odbiegała od przyjętych w państwach wysokorozwiniętych gospodarczo form produkcji masowej.
W okresie powojennym BFM były czołowym krajowym i liczącym się w Europie producentem mebli stylowych (70% ogólnej produkcji). W latach 70. i 80. wielokrotnie wygrywały konkurs o tytuł „Najlepszego eksportera w regionie pomorsko-kujawskim”, należąc do czołowych eksporterów mebli w kraju. W szczytowym okresie około 80% produkcji wysyłały na eksport, w tym ok. 50% produkcji do krajów zachodnich: RFN, Francji, Wielkiej Brytanii, Szwecji, Danii, Finlandii, Austrii, USA i Kanady. Znane w Niemczech były m.in. zestawy „Lubeck”, „Flensburg”, „Brema”, „Hamburg”, „Kiel”, „Lüneburg”, „Ancona”, „Rügen”, „Rawenna”, „Gronau”, „Eden”, „Dessau”, „Lido”, „Köln”, „Basel”, „Antwerpen”. Przedsiębiorstwo dysponowało kilkoma oddziałami na terenie Bydgoszczy oraz m.in. w Nakle, Świeciu, Gniewkowie.

### Okres III RP
21 lutego 1991 przedsiębiorstwo zostało przekształcone w jednoosobową spółkę Skarbu Państwa o nazwie Bydgoskie Fabryki Mebli S.A. (Skarb Państwa wyzbył się ostatecznie udziałów w BFM S.A. do 2004 roku). 16 listopada 1992 przekształciło się w spółkę akcyjną joint venture z udziałem kapitału niemieckiego (Schieder Möbel Holding), który pozyskał 30% akcji przedsiębiorstwa. W dawnej hali fabrycznej Eltry na ul. Glinki 146 urządzono tapicernię, a w 1994 obok rozpoczęto budowę nowej hali produkcyjnej. W nowym kompleksie prowadzono produkcję mebli skrzyniowych wysyłanych głównie na eksport. Pod koniec lat 90. zamknięto obiekty przy ul. Podolskiej w Bydgoszczy i sprzedano zakład w Nakle nad Notecią. Zatrudnienie w 1996 sięgało 2200 osób.
W 2000 firma sprzedała teren i obiekty produkcyjne przy rondzie Toruńskim, gdzie powstało centrum handlowe Tesco. W zamian powstała nowa hala produkcyjna BFM przy ul. Nowotoruńskiej. Po 2005 zakład sprzedał również teren, biurowiec, hale i obiekty przy ul. Pestalozziego pod zabudowę mieszkaniową. Powstało tam tzw. osiedle Paryskie. Na początku 2012 roku w BFM pracowało już tylko ok. 700 pracowników. W 2016 właściciel  (szwajcarski holding meblowy IMS Group) podał do publicznej wiadomości informację o zamknięciu firmy (zatrudniającej w tym czasie 300 pracowników) i przejęciu produkcji mebli w zakładzie przy ul. Nowotoruńskiej przez firmę Helvetia Meble Wieruszów.